# 大黒屋 (チケット)
大黒屋(だいこくや)は東京都に本社を置く株式会社大黒屋が運営するブランド品・貴金属・チケットの売買を中心とした質屋および古物商。全国に280店舗(2025年4月時点)を展開し、ブランド買取・販売、お酒買取・販売、電化製品・カメラ・スマートフォンなど各種リサイクル商材の買取・販売、質屋業、金券ショップ、外貨両替を行っている。

## 概要
- 大黒屋グローバルホールディング（旧・ディーワンダーランド）の子会社である大黒屋とは無関係。

## 沿革
- 1981年（昭和56年）7月　福岡県福岡市に個人事業「大黒屋」営業を開始。同県内に天神店（第1号店）オープン
- 1984年（昭和59年）6月　福岡県 博多店オープン
- 1985年（昭和60年）2月　有限会社コーワ設立
- 1986年（昭和61年）12月　有限会社大黒屋地所に商号変更
- 1987年（昭和62年）4月　北海道 札幌中央店オープン（平成14年8月移転統合 現札幌店）
- 1989年（平成元年）3月　北海道 札幌駅前店オープン（平成14年8月移転統合 現札幌店）
- 1990年（平成2年）7月　福岡県柳川市 柳川事務センター開設
- 1992年（平成4年） 
  - 2月　東京都 ニュー新橋ビル店オープン（平成17年6月～烏森口店アネックス）
  - 3月　有限会社大黒屋地所の組織および商号を株式会社大黒屋に変更。
- 1993年（平成5年）5月　東京都 買取大黒屋オープン
- 1995年（平成7年）8月　東京都 東京本部（現商品センター）開設
- 2000年（平成12年）
  - 3月　東京都 V&R事業部（現エコロジー事業課）開設
  - 4月　東京都 渋谷センター街店オープン
- 2001年（平成13年）3月　東京都 新宿思い出横丁店、ブランド館新宿店（現：質新宿西口店）、福岡県 The Brand Museum（現：ブランド館 福岡店）オープン、きらめき通り店オープン
- 2002年（平成14年）
  - 7月　東京都 ネットワーク事業課 旅行部門開設とチケット＆ブランド池袋店オープン
  - 8月　北海道 札幌中央店と札幌駅前店を移転統合し、札幌店オープン
  - 11月　東京都 ブランド館渋谷店3F（現、質渋谷店）オープン
- 2003年（平成15年）
  - 1月　東京都 ブランド館アメ横店オープン
  - 3月　東京都 ブランド館新宿通り店オープン
  - 4月　東京都 ブランド館渋谷2F店（現：渋谷センター街店）オープン
  - 5月　東京都 商品センター、現本店所在地に移転
  - 6月　東京都 新宿思い出横丁店、現所在地に移転
  - 7月　北海道 ブランド館札幌店オープン
  - 12月　東京都 新宿買取センターオープン
- 2004年（平成16年）
  - 1月　福岡県 質天神店オープン
  - 4月　東京都 池袋西武前店オープン
  - 6月　東京都 時計館＆質新宿店オープン（現：質新宿東口店）
  - 8月　東京都 ブランド館＆質銀座口店、ブランド館＆質池袋店オープン
  - 11月　宮城県 ブランド館仙台店オープン
- 2005年（平成17年）
  - 1月　東京都 質東京駅前店オープン
  - 7月　東京都 池袋グリーン大通り店オープン
  - 9月　神奈川県 横浜ビブレ前店オープン
- 2006年（平成18年）
  - 1月　東京都 五反田店、現所在地に移転
  - 6月　北海道 チケット＆ブランド札幌店オープン（札幌店とブランド館札幌店を統合）
- 2008年（平成20年）
  - 2月　東京都 電化買取大黒屋店オープン
  - 3月　東京都 ブランド館有楽町店オープン
  - 6月　神奈川県 横浜モアーズ前店移転
- 2009年（平成21年） 
  - 2月　広島県 ブランド＆チケット広島本通店、東京都 ブランド＆チケット町田店オープン
  - 4月　東京都 チケット＆ブランド新宿東西通路店オープン
  - 9月　大阪府 なんば店オープン
- 2010年（平成22年）
  - 1月　埼玉県 リサイクル館春日部店オープン
  - 4月　東京都 田町店オープン
  - 7月　東京都 本店所在地を東京都中央区八重洲に移転
  - 9月　東京都 秋葉原店オープン
  - 12月　東京都 ブランド＆チケット原宿店オープン
- 2011年（平成23年）
  - 8月　埼玉県 リサイクル館上尾店オープン
  - 10月　神奈川県 ブランド&チケット&質 川崎店、東京都 六本木店、日本橋三越前店オープン
  - 11月　東京都 ブランド＆チケット銀座和光前店（現：ブランド館 銀座和光前店）オープン
  - 12月　香港 香港尖沙咀（チムサーチョイ）店オープン
- 2012年（平成24年）
  - 2月　埼玉県 ブランド＆リサイクル チケット大黒屋 川口そごう裏店（現：質川口店）オープン
  - 4月　東京都 ブランド＆チケット松屋銀座前店（現：質松屋銀座前店）オープン
  - 9月　大阪府 ブランド＆チケット心斎橋大丸前店オープン
- 2013年（平成25年）
  - 4月　東京都 ブランド館渋谷店、渋谷宮益坂店オープン
  - 5月　東京都 本店所在地を現在の東京都千代田区丸の内に移転
  - 9月　大阪府 大阪駅前第四ビル店オープン
  - 11月　香港 香港金巴利道（キンバリーロード）店オープン
- 2014年（平成26年）1月　兵庫県 神戸元町店オープン
- 2015年（平成27年）4月　東京都 吉祥寺サンロード店オープン
- 2017年（平成29年）11月　東京都 質府中駅前店オープン
- 2018年（平成30年）
  - 3月　福岡県 質小倉駅前店オープン
  - 9月　東京都 質六本木アマンド上店オープン
- 2019年（令和元年）
  - 10月　大阪府 質大阪京橋店オープン
  - 10月　京都府 質京都錦小路店オープン
- 2020年（令和2年）
  - 1月　神奈川県 質横浜買取センターオープン
  - 2月　東京都 質吉祥寺ダイヤ街店オープン
  - 5月　千葉県 柏買取センターオープン
  - 11月　大阪府 十三駅前店オープン
- 2021年（令和3年）
  - 2月　東京都 上野御徒町店オープン
  - 5月　茨城県 水戸50号バイパス店オープン
  - 7月　静岡県 静岡駅北口店オープン
  - 8月　石川県 金沢片町店オープン
- 2022年（令和4年）
  - 4月　東京都 池袋西口駅前店オープン
  - 4月　福岡県 平尾駅前店オープン
  - 4月　東京都 上野松坂屋前店オープン
  - 5月　東京都 新宿京王モール店オープン
  - 5月　東京都 アメ横買取センターオープン
  - 6月　大阪府 時計館 梅田店オープン
  - 8月　東京都 目黒駅前店オープン
  - 10月　栃木県 栃木バイパス店オープン
  - 10月　神奈川県 関内イセザキモール店オープン
  - 12月　大阪府 上本町店オープン

- 2023年（令和5年）
  - 4月　北海道 札幌琴似店オープン
  - 8月　東京都 麻布十番買取センターオープン
  - 11月　東京都 国分寺駅前店オープン
- 2024年（令和6年）
  - 2月　愛知県 豊田248店オープン
  - 6月　北海道 札幌買取センターオープン
  - 11月　埼玉県 浦和買取センターオープン

- 2025年（令和7年）
  - 4月　兵庫県 神戸元町買取センターオープン